# Salat Asr
Salat Asr (en صلاة العصر ṣalāt al-ʿaṣr, « prière de l'après-midi ») est une prière pratiquée par les musulmans lorsque le soleil est à mi-chemin entre le zénith et le coucher. C'est la troisième (en comptant à partir de minuit), ou la cinquième (en comptant à partir du coucher du soleil comme dans la tradition musulmane), des cinq prières quotidiennes appelées salat. Elle comprend quatre rak'ah (unités de prière).
Al-Asr est aussi le nom traditionnellement donné à la 103e sourate du Coran.

## Horaire
Cette prière doit être offerte lorsque le soleil est à mi-chemin entre le zénith et le coucher ; ce qui revient à dire que les ombres forment un angle de 45 degrés.
Dans l'école malikite, le temps accordé à cette prière se divise en deux : le temps ikhtiyari entre l'adhan de asr et la pâleur du soleil, durant lequel la prière doit être accomplie en absence d'excuses valables et le temps daruri, entre la pâleur du soleil et l'adhan de maghreb, temps supplémentaire accordé au fidèle ayant une excuse valable.
Il est à noter qu'une fois dans le temps daruri, le fidèle devra accomplir sa prière dès que possible dans l'école malikite (tandis qu'il peut l'accomplir au début, au milieu ou à la fin fin du ikhtiyari). Toujours dans le malikisme, si le fidèle accompli au moins une unité de prière (rak'ah) dans le temps ikhtiyari de la prière en question, alors sa prière est considérée comme ayant été accompli dans ce temps. Il en va de même pour le temps daruri.

## Déroulement

### 4 Rak'ah Farz
|                         | Rak'ah 1               |                |  |                     | Rak'ah 2               |                 |  |          | Rak'ah 3     |                 |  |                                      | Rak'ah 4     |                 |
| Position                | Instruction            | Récitation     |  | Position            | Instruct.              | Récitat.        |  | Position | Instruct.    | Récitat.        |  | Position                             | Instruct.    | Récitat.        |
| ----------------------- | ---------------------- | -------------- |  | ------------------- | ---------------------- | --------------- |  | -------- | ------------ | --------------- |  | ------------------------------------ | ------------ | --------------- |
| Debout                  | Intention (Niyyah)     | silencieux     |  |                     |                        |                 |  |          |              |                 |  |                                      |              |                 |
| Debout les mains levées | takbir                 | Dieu est grand |  | Debout              | Al-Fatiha 2ème sourate |                 |  |          |              |                 |  |                                      |              |                 |
| Debout                  | Al-Fatiha 2ème sourate |                |  | Debout mains devant | Qunout                 | Demande à Dieu  |  | Debout   | Al-Fatiha    | Gloire à Dieu   |  | Debout                               | Al-Fatiha    | Gloire à Dieu   |
| Ruku                    | Subhan Allah           | Gloire à Dieu  |  | Ruku                | Subhan Allah           | Gloire à Dieu   |  | Ruku     | Subhan Allah | Gloire à Dieu   |  | Ruku                                 | Subhan Allah | Gloire à Dieu   |
| Debout                  |                        | Dieu écoute    |  | Debout              |                        | Dieu écoute     |  | Debout   |              | Dieu écoute     |  | Debout                               |              | Dieu écoute     |
| Sujud                   | 1er Sadjan             | Gloire à Dieu  |  | Sujud               | 1er Sagjan             | Gloire à Dieu   |  | Sujud    | 1er Sagjan   | Gloire à Dieu   |  | Sujud                                | 1er Sadjan   | Gloire à Dieu   |
| Assis                   |                        | Pardon à Dieu  |  | Assis               |                        | Pardon à Dieu   |  | Assis    |              | Pardon à Dieu   |  | Assis                                |              | Pardon à Dieu   |
| Sujud                   | 2ème Sadjan            | Gloire à Dieu  |  | Sujud               | 2ème Sadjan            | Gloire à Dieu   |  | Sujud    | 2ème Sadjan  | Gloire à Dieu   |  | Sujud                                | 2ème Sadjan  | Gloire à Dieu   |
|                         |                        |                |  | Assis               | Tashahud               | Dieu est unique |  | Assis    | Tashahud     | Dieu est unique |  | Assis                                | Tashahud     | Dieu est unique |
| Debout                  |                        | Merci à Dieu   |  | Debout              |                        | Merci à Dieu    |  | Debout   |              | Merci à Dieu    |  | Assis Regard à droite, puis à gauche | Taslim       | Salam           |

## Obligation
Les cinq prières, dont celle-ci, sont l'un des cinq piliers de l'islam, obligatoire pour chaque musulman ayant atteint la puberté.